# Hirschgarten (München)

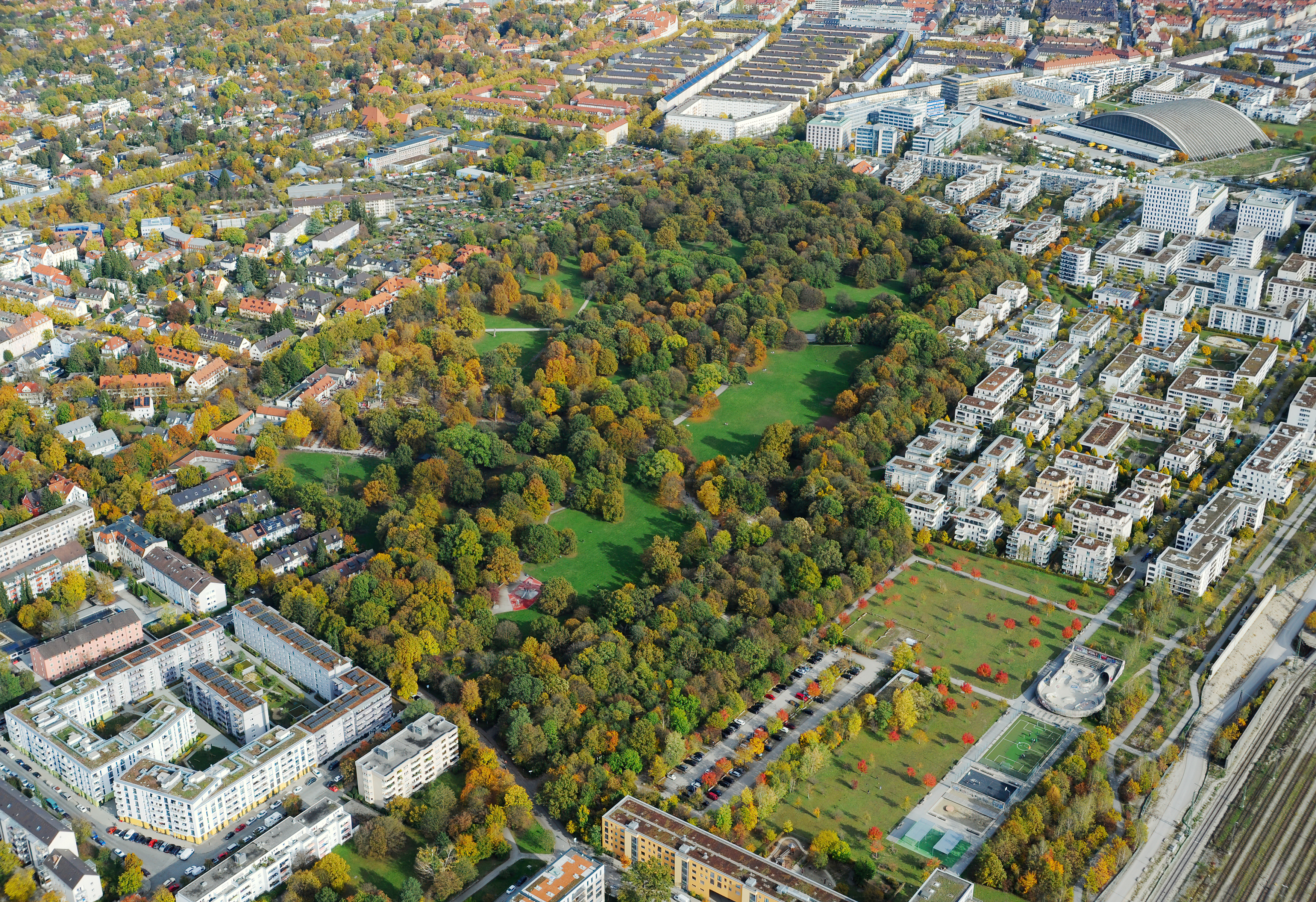
Der Hirschgarten von Südwesten aus der Luft gesehen

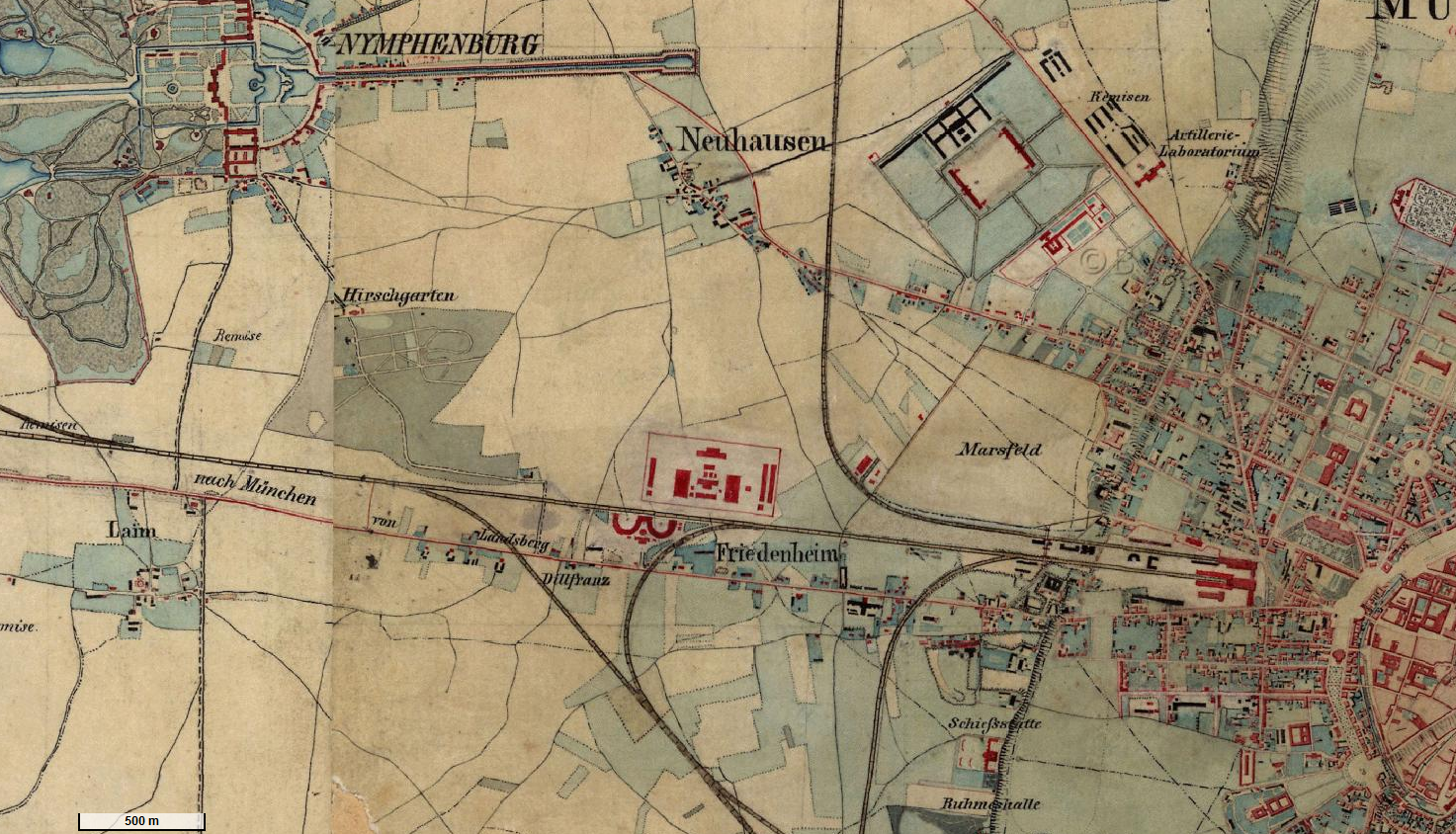
Die Ortschaft (Einöde) Hirschgarten auf den Urpositionsblättern von 1856

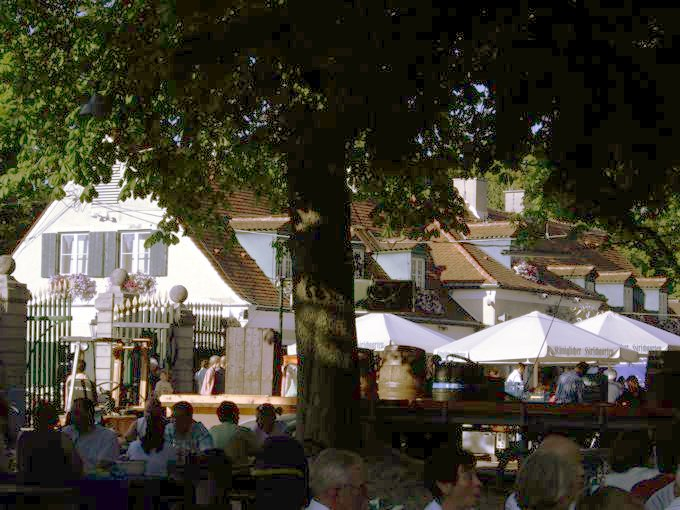
Biergarten Königlicher Hirschgarten

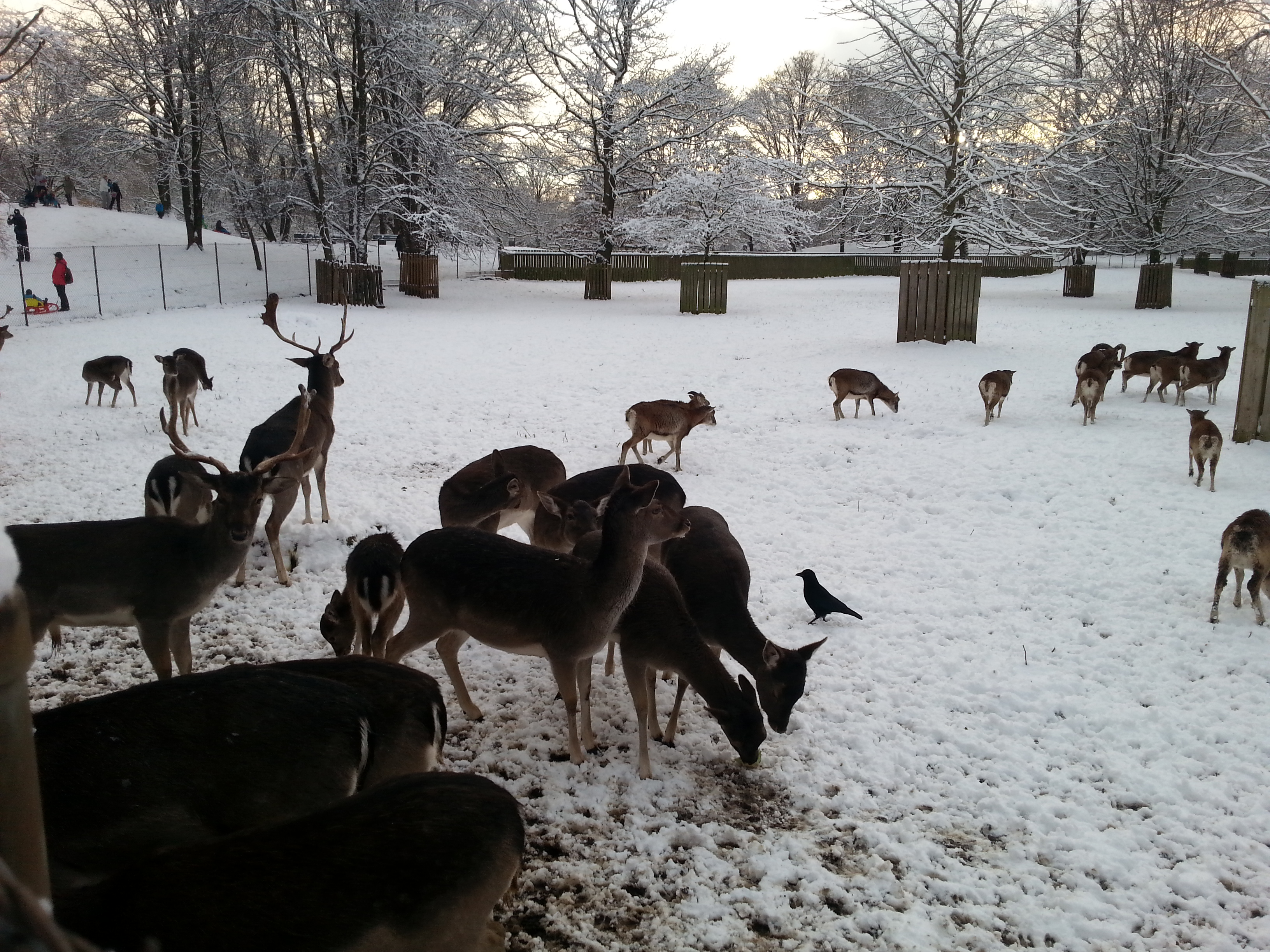
Das Wildgehege im Winter

Der königliche Hirschgarten ist ein Park im Münchener Stadtbezirksteil Nymphenburg im Westen der Stadt. Er befindet sich in Eigentum des Wittelsbacher Ausgleichsfonds.

## Geschichte
Der Hirschgarten geht zurück auf eine 1720 angelegte Fasanerie. Seit 1767 wurde hier für die kurfürstlichen Brauhäuser Hopfen angebaut. Dieser musste 1786 einer Seidenraupenzucht weichen, für die 17.000 Maulbeerbäume gepflanzt wurden. Das Projekt erwies sich jedoch als unrentabel.
1780 beauftragte Kurfürst Karl Theodor seinen Oberstjägermeister Johann Theodor Freiherr von Waldkirch ein 131 Tagwerk (ca. 44,6 Hektar) großes Jagdrevier für den Adel anzulegen. Ein Teil des Areals wurde eingezäunt und 100 Dam- und Edelhirsche wurden ausgesetzt.
Die Parkanlage erfreute sich bald darauf großer Beliebtheit, nachdem sie der aufgeklärte Kurfürst Karl Theodor den Münchner Bürgern zur Verfügung stellte. Das 1791 erbaute Jägerhaus, ein langgestreckter, eingeschossiger, niedrig proportionierter Satteldachbau mit leicht erhöhtem Walmdachrisalit in der Mitte, diente als erste Gastronomie. Beim Bau der Bahnstrecke München–Augsburg (1840) wurde der Hirschgarten verkleinert.
Nach der Revolution 1918 fiel der Hirschgarten an den bayerischen Staat, der diesen 1923 in den Wittelsbacher Ausgleichsfonds einbrachte, in dessen Besitz er bis heute ist. Damals stand es zur Debatte, ob auf diesem Gelände stattdessen nicht dringender benötigte Wohnbebauung entstehen sollte.
In den Jahren 1958/59 wurde der nordöstliche Teil des Parks zum städtischen Erholungsgebiet umgestaltet. 1968 bis 1970 erfolgte der Ausbau zur öffentlichen Parkanlage mit Erweiterung nach Süden. Der Hirschgarten ist ebenfalls eines der Landschaftsschutzgebiete in München (LSG-00120.16).
2007 wurde ein neuer Bebauungsplan für das Gebiet Am Hirschgarten (Birketweg) rechtsverbindlich. Nachdem die Deutsche Bahn einen großen Teil ihrer Fläche des ehemaligen Rangierbahnhofs aufgegeben hatte, wurden zwischen den weiterhin bestehenden Gleisen und dem Hirschgartenpark neue Wohnquartiere errichtet, in denen sich noch Spuren der ehemaligen Nutzung (Lampen, Gleisreste) finden lassen. Ein kleiner Teil wurde wiederum als Park ausgewiesen und trägt die Bezeichnung Hirschgarten Süd.

## Beschreibung
Die 40 Hektar bieten neben zum Teil über 150 Jahre altem Baumbestand Spielplätze, Wiesenflächen, Grillareale, hügelige Wiesen mit Rodelmöglichkeiten sowie den angeblich größten Biergarten der Welt mit 8000 Plätzen. Südwestlich des Biergartens befindet sich immer noch ein zwei Hektar großes Gehege mit Damwild und Muffelwild.
Der Hirschgarten ist als Landschaftsschutzgebiet Hirschgarten (LSG-00120.16) ausgewiesen.
Zwei Wochen vor der Auer Jakobi-Dult findet seit 1959 Ende Juli im Hirschgarten an neun Tagen das Magdalenenfest mit Fahrgeschäften, Wurstbraterei, Süßwarenständen und Verkaufsbuden für Gegenstände des täglichen Bedarfs (Töpfe, Messer, Schmuck, Gürtel usw.) statt. Das Magdalenenfest ist seit 1728 belegt und hat zwischen 10 und 22 Uhr geöffnet.
Unter dem Hirschgarten befindet sich ein unterirdisches Regenrückhaltebecken der Münchner Stadtentwässerung.

## Verkehrslage

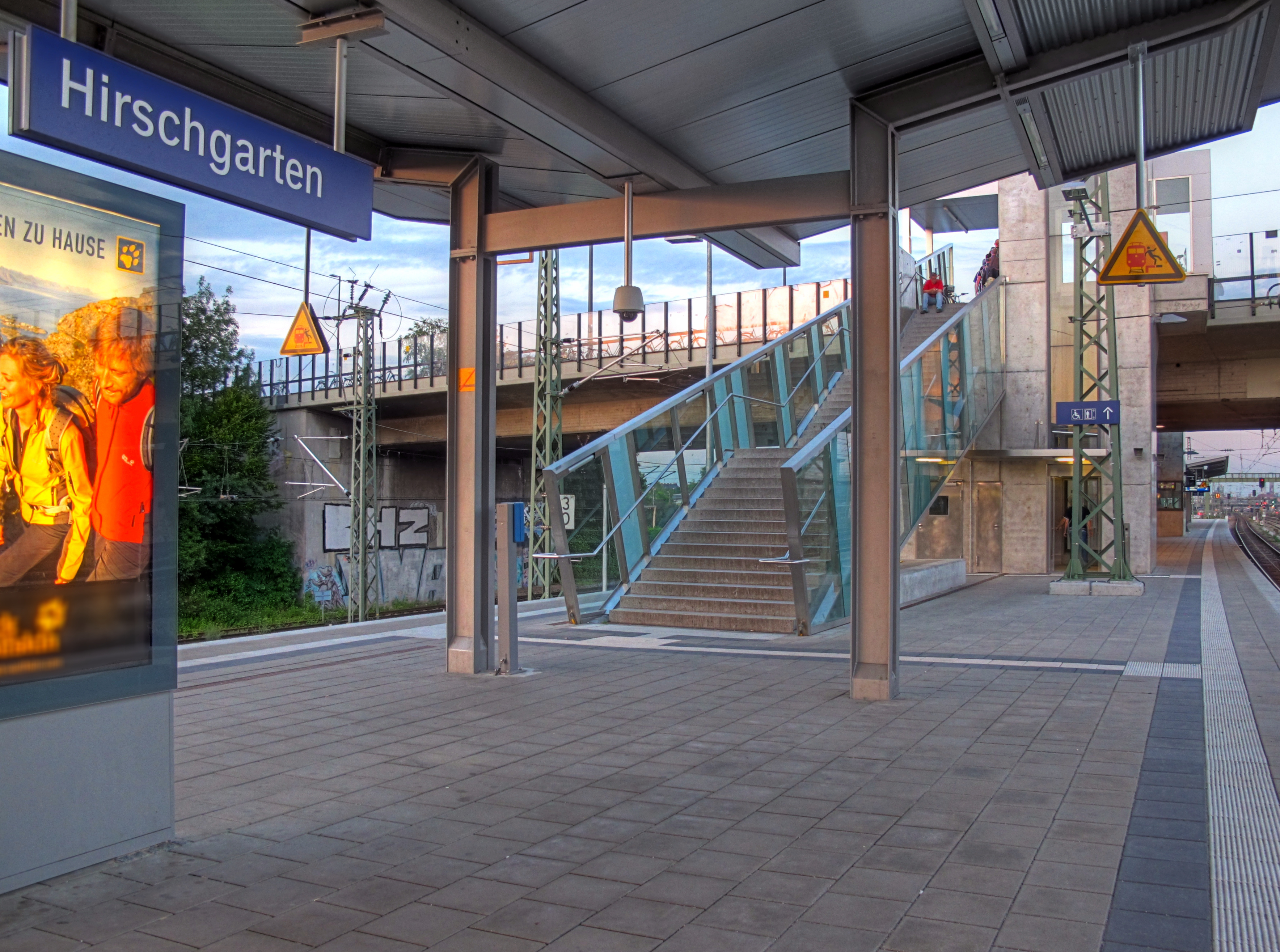
S-Bahnhof Hirschgarten

Direkt an der nordöstlichen Ecke des Hirschgartens befindet sich die Haltestelle Steubenplatz (Tram 16, 17, N17 und Bus 62, N43, N44). Auch über andere Haltestellen wie beispielsweise Kriemhildenstraße (Tram 16, 17, N17), Hirschgartenallee (Bus 51, 151, N48) oder die Bahnhöfe Laim und Hirschgarten (an der S-Bahn-Stammstrecke, Linien S1, S2, S3, S4, S6, S8) ist der Park zu erreichen. Im Nordosten liegt die Arnulfstraße.
Rund einen Kilometer nordwestlich des Hirschgartens befindet sich das Schloss Nymphenburg.

## Belege
1. ↑  Georg Dehio (Begr.), Ernst Götz u. a. (Bearb.): Handbuch der Deutschen Kunstdenkmäler. Bayern IV: München und Oberbayern. Deutscher Kunstverlag, München/Berlin 2006, ISBN 3-422-03115-4, S. 910.
2. ↑  DFG-Viewer: MinisterratsprotokolleKabinett Lerchenfeld (23.9.1921 - 7.11.1922); Nr. 43 von 1922 fehlt. Abgerufen am 20. August 2024.
3. ↑  Am Hirschgarten auf Stadtportal muenchen.de Abgerufen am 1. Dezember 2015.
4. ↑  protectedplanet.net
5. ↑  Das Magdalenenfest im Hirschgarten
6. ↑  muenchen.de
7. ↑  Verkehrslinienplan Stadt (Memento vom 30. Januar 2012 im Internet Archive) (PDF; 852 kB)

Koordinaten: 48° 8′ 55″ N, 11° 30′ 45″ O